# Olovssjön
Olovssjön är en sjö i Åsele kommun i Lappland och ingår i Ångermanälvens huvudavrinningsområde. Sjön har en area på 0,689 kvadratkilometer och ligger 331,1 meter över havet. Sjön avvattnas av vattendraget Kvällån.

## Delavrinningsområde
Olovssjön ingår i det delavrinningsområde (710375-159006) som SMHI kallar för Utloppet av Olovssjön. Medelhöjden är 342 meter över havet och ytan är 3,08 kvadratkilometer. Räknas de 11 avrinningsområdena uppströms in blir den ackumulerade arean 95,58 kvadratkilometer. Kvällån som avvattnar avrinningsområdet har biflödesordning 2, vilket innebär att vattnet flödar genom totalt 2 vattendrag innan det når havet efter 219 kilometer. Avrinningsområdet består mestadels av skog (53 procent). Avrinningsområdet har 0,68 kvadratkilometer vattenytor vilket ger det en sjöprocent på 22,2 procent.